# Melanoplus wilsoni
Melanoplus wilsoni är en insektsart som beskrevs av Gurney 1960. Melanoplus wilsoni ingår i släktet Melanoplus och familjen gräshoppor. Inga underarter finns listade i Catalogue of Life.